# Carcinoma in situ
El carcinoma in situ (CIS), és la forma més habitual de neoplàsia in situ, és un petit carcinoma com a grup de cèl·lules anormals. Si bé són una forma de neoplàsia no hi ha acord sobre si el CIS s'hauria de ser classificat com a càncer. Aquesta controvèrsia també depèn del CIS en qüestió (és a dir, cervical, de pell, de mama). Alguns autors no el classifiquen com a càncer, tot i reconèixer que potencialment s'hi poden convertir. Altres classifiquen certs tipus com una forma no invasiva de càncer. També es pot utilitzar el terme "precàncer" o "neoplàsia precancerosa".
Així, aquestes cèl·lules anormals creixen al seu lloc habitual, o "in situ" (del llatí, "al seu lloc"). Per exemple, el carcinoma in situ de la pell, també anomenat malaltia de Bowen, és l'acumulació de cèl·lules displàstiques de l'epidermis només en l'epidermis, i que no ha aconseguit penetrar en la dermis profunda. Per aquesta raó, el CIS generalment no es mostrarà com un tumor. Més aviat, la lesió és plana (a la pell, al coll de l'úter, etc.) o segueix en l'arquitectura existent de l'òrgan (de la mama, de pulmó, etc.). Les excepcions inclouen els CIS del còlon (pòlips), de la bufeta (càncer papil·lar pre-invasiu), o el de mama (carcinoma ductal in situ o carcinoma lobular in situ).
Moltes formes de CIS tenen una alta probabilitat de progressió en càncer, i, per tant, se'n recomana l'eliminació. No obstant això, és ben sabut que la progressió del CIS és molt variable i no tots els CIS es convertiran en un càncer invasiu.
En el sistema d'estadiatge TNM, el carcinoma in situ es reporta com TisN0M0.